# Antoine Parmentier

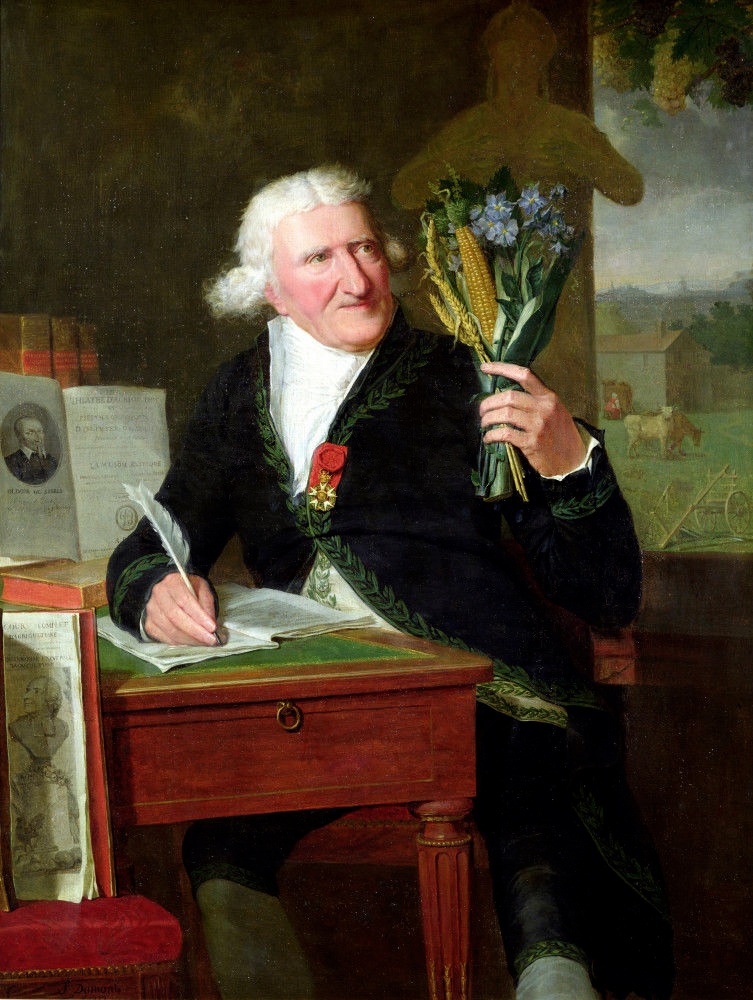
François Dumont: Porträt von Antoine Parmentier, Öl auf Leinwand, undatiert

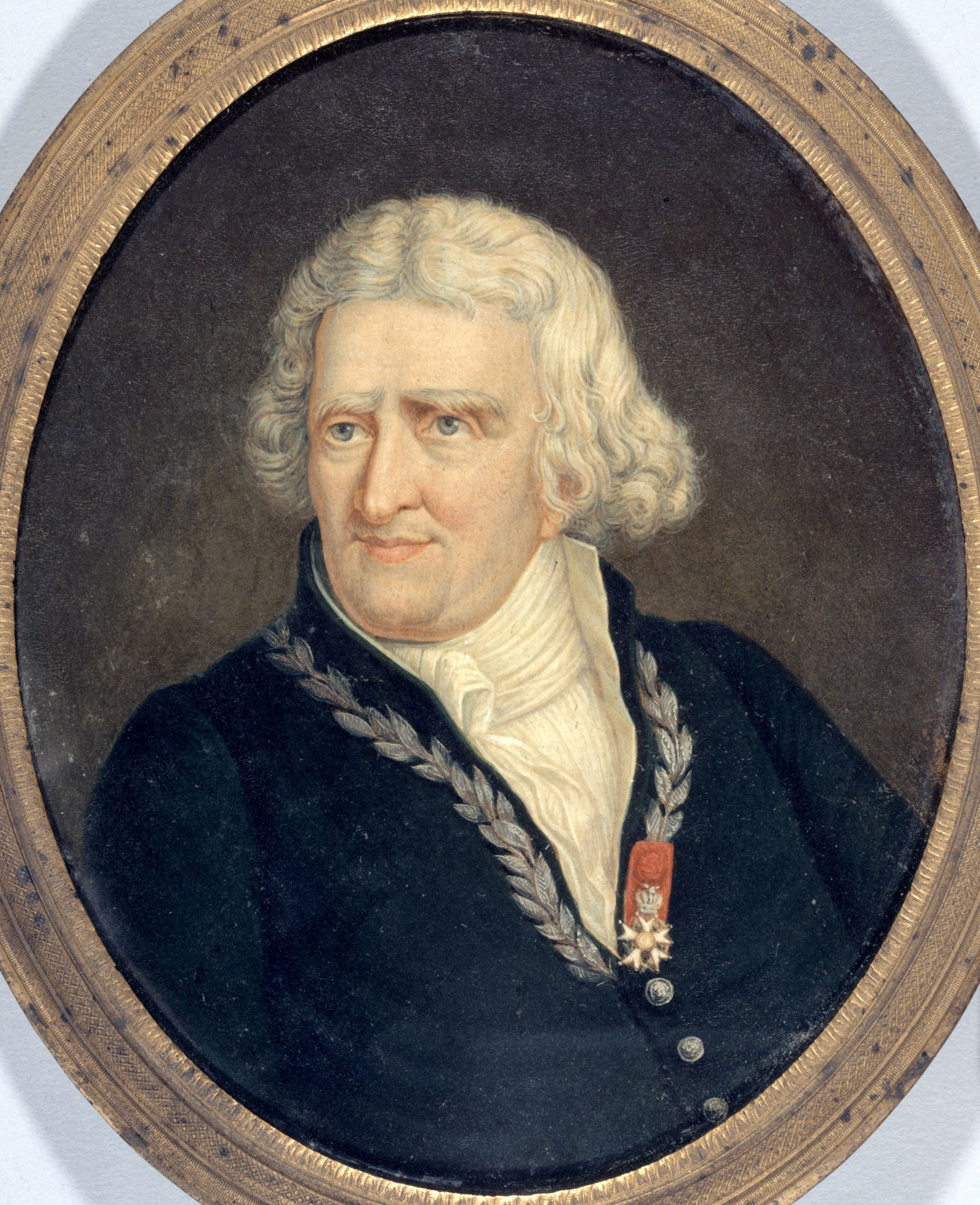
Antoine Parmentier

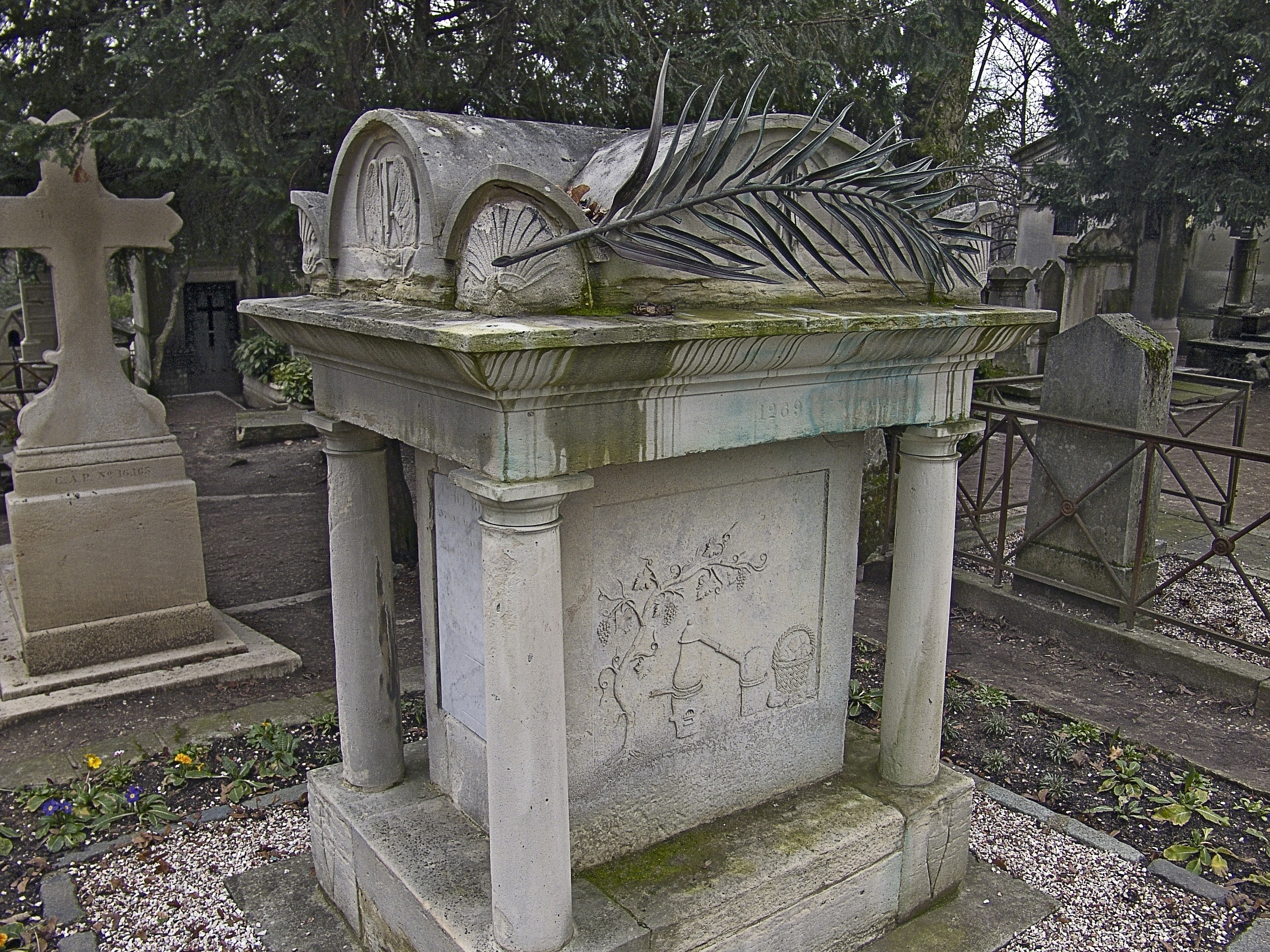
Grab von Antoine Parmentier – Friedhof Père-Lachaise

Antoine Augustin Parmentier (* 17. August 1737 in Montdidier; † 17. Dezember 1813 in Paris) war ein französischer Pharmazeut und Agronom. Sein offizielles botanisches Autorenkürzel lautet „Parm.“

## Leben
Parmentier erlernte in Montdidier und in Paris die Pharmazie und arbeitete seit 1757 bei den Hospitälern der in Hannover operierenden Armee und seit 1766 am königlichen Invalidenhaus.
Als bei der Hungersnot 1769 die Académie française in Paris einen Preis auf die beste Abhandlung über diejenigen Gemüse aussetzte, welche das Brot ersetzen könnten, erwarb sich Parmentier diesen Preis durch seine Schrift über den Kartoffelanbau, zu dessen Verbreitung in Frankreich er in der Folge wesentlich mit beitrug. Ihm wird nachgesagt, er habe ein Kartoffelfeld von Soldaten bewachen lassen, um die Knollen als besonders wertvoll darzustellen. In der Nacht ließ er die Wachen abziehen und die Bauern der Umgebung holten sich die Pflanze, um sie selbst anzubauen (eine Geschichte, die man allerdings hauptsächlich dem Preußenkönig Friedrich II. bzw. Friedrich dem Großen nachsagt, siehe Kartoffelbefehl).
Auch sonst erwarb er sich um Landwirtschaft und Industrie mannigfache Verdienste. Während der Kontinentalsperre beschäftigte er sich auf Napoleons I. Befehl mit der Fabrikation des Trauben- und Runkelrübenzuckers. Die Armeelazarette erhielten durch ihn manche zweckmäßige Einrichtung. Unter der Konsularregierung wurde er Generalinspektor des Medizinalwesens.
Am 13. Dezember 1795 wurde er in die Académie des sciences aufgenommen.
Im Alter von 76 Jahren starb Antoine Parmentier am 17. Dezember 1813 und fand seine letzte Ruhestätte auf dem Friedhof Père-Lachaise. Seine Vaterstadt errichtete ihm ein Standbild.

## Ehrentaxon
Ihm zu Ehren wurde die Gattung Parmentiera DC. der Pflanzenfamilie der Trompetenbaumgewächse (Bignoniaceae) benannt.
Aufgrund seiner Verdienste um den Kartoffelanbau wird eine populäre französische Variante eines Kartoffelpüreeauflaufs Hachis Parmentier genannt.

## Werke (Auswahl)
- Die Kunst Brod aus Erdäpffeln zu backen ohne Vermischung mit irgend einem Getraidemehl. Verlag Bartholomäi, Augsburg 1779.
- Die Kunst alle Arten von Branntwein und Essig zu verfertigen. Verlag Supprian, Leipzig 1802.
- Code pharmaceutique à l'Usage des Hospices civils, des Secours à Domicile et des Prisons. Méquignon, Paris 1803 (Digitalisat)
- Neueste Untersuchungen und Bemerkungen über die verschiedenen Arten der Milch in Beziehung auf die Chemie, die Arzneykunde und der Landwirthschaft. Voigt, Leipzig 1805.
- Abhandlung über die Vortheile welche man aus dem Getraide in Bezug auf den Ackerbau und Handel, das Mahlen und Backen erlangen kann. Hahn, Hannover 1806.
- Code pharmaceutique à l’Usage des Hospices civils, des Secours à Domicile, et des Infirmeries des Maisons d’Arrêt par Antoine Augustin Parmentier. Publié par Ordre du Ministre de l’Intérieur. Méquignon, Paris 4e. ed. 1811 Digitalisierte Ausgabe der Universitäts- und Landesbibliothek Düsseldorf